# Agricultură

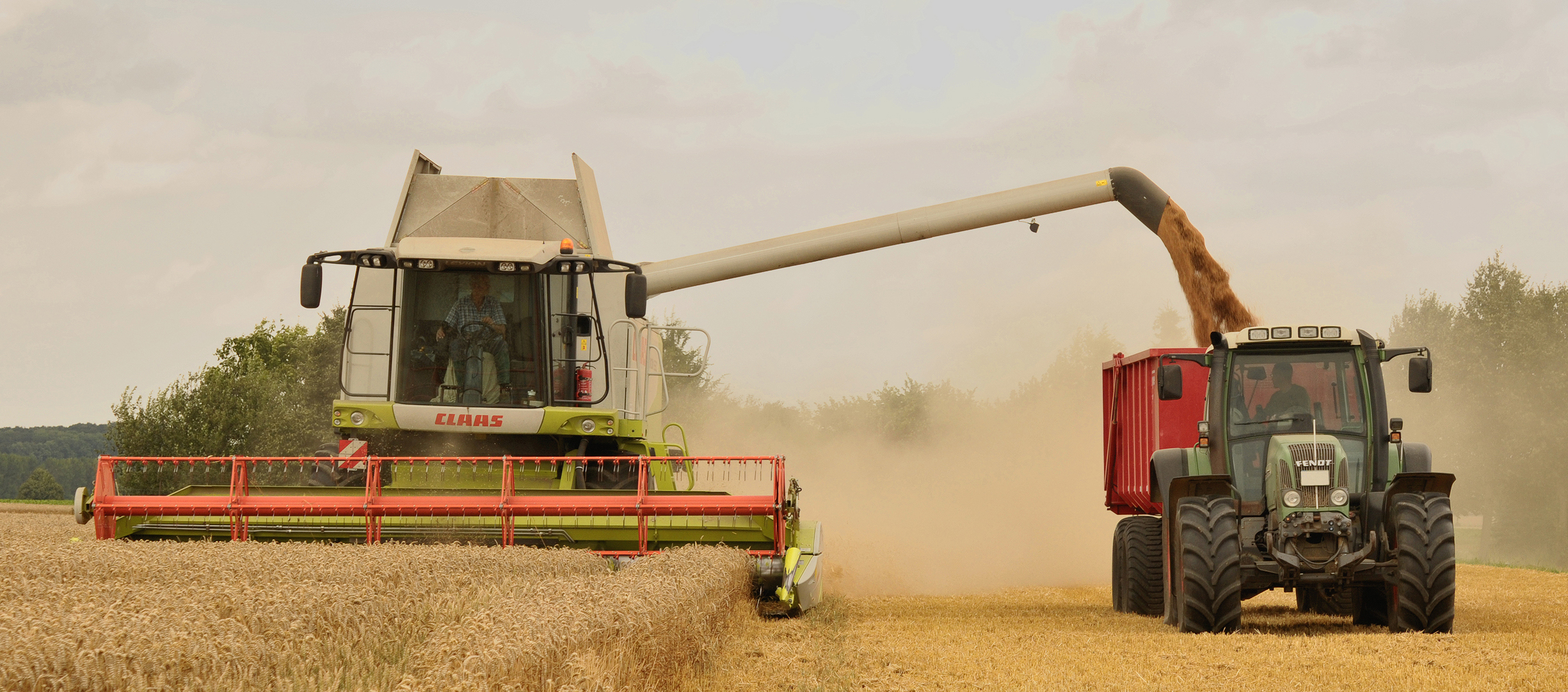
Recoltarea grâului cu o combină de cereale însoțită de un tractor și o remorcă

Agricultura este știința și arta cultivării plantelor și a creșterii animalelor. Agricultura a fost dezvoltarea cheie în ascensiunea civilizației umane sedentare, prin care agricultura de specii domesticite a creat surplusuri alimentare care le-au permis oamenilor să trăiască în orașe. Istoria agriculturii a început în urmă cu mii de ani. După ce au adunat boabe sălbatice începând cu cel puțin 105.000 de ani în urmă, fermierii începători au început să le planteze în urmă cu aproximativ 11.500 de ani. Porcii, oile și bovinele au fost domesticite în urmă cu peste 10.000 de ani. Plantele au fost cultivate independent în cel puțin 11 regiuni ale lumii. Agricultura industrială bazată pe monocultură pe scară largă în secolul XX a ajuns să domine producția agricolă, deși aproximativ 2 miliarde de oameni încă depindeau de agricultura de subzistență până în prima douăzeci.
Agronomia modernă, creșterea plantelor, produsele agrochimice, cum ar fi pesticidele și îngrășămintele, precum și evoluțiile tehnologice au crescut randamentele, provocând în același timp daune ecologice. Creșterea selectivă și practicile moderne în creșterea animalelor au sporit în mod similar producția de carne, dar au ridicat îngrijorări cu privire la bunăstarea animalelor și la daunele aduse mediului. Problemele de mediu includ contribuții la încălzirea globală, epuizarea acviferelor, defrișarea, Rezistență la antibiotice și hormonii de creștere în producția de carne industrială. Organismele modificate genetic sunt utilizate pe scară largă, deși unele sunt interzise în anumite țări.
Produsele agricole majore pot fi grupate în alimente, fibre, combustibili și materii prime (cum ar fi cauciucul). Clasele alimentare includ cereale (bob de cereale), legume, fructe, uleiuri, carne, lapte, ciuperci și ouă. Peste o treime din lucrătorii din lume sunt angajați în agricultură, pe locul al doilea doar după sectorul serviciilor, deși numărul lucrătorilor agricoli din țările dezvoltate a scăzut semnificativ de-a lungul secolelor.

## Etimologie
Termenul de agricultură provine din cuvintele din latină agri desemnând câmp și cultura însemnând cultivare, în sensul de prelucrare mecanică și chimică a solului pentru a fi apt pentru cultivarea plantelor.

## Ramuri ale agriculturii
În termenul generic de agricultură se regăsesc științe și ocupații distincte, așa cum sunt:
- Acvacultura, care se ocupă cu creșterea plantelor și a animalelor care trăiesc în apă, în special în mări și oceane;
- Agrofitotehnia, care se ocupă de cultura plantelor de câmp, a plantelor furajere și a plantelor tehnice;
- Apicultura, domeniu care se ocupă cu creșterea albinelor pentru obținerea de miere și ceară, având și importantul rol de polenizare a plantelor aflate în zona de creștere a albinelor;
- Avicultura, domeniu al agriculturii care se ocupă cu creșterea păsărilor;
- Horticultura, care se ocupă cu selecționarea și creșterea legumelor, pomilor fructiferi, viei, arbuștilor fructiferi și decorativi, florilor, plantelor ornamentale, plantelor tropicale și a plantelor de seră;
- Moluscocultura, care se ocupă de creșterea moluștelor, atât terestre, așa cum sunt melcii comestibili, dar și a moluștelor acvatice, așa cum ar fi scoicile;
- Piscicultura, care se ocupă de creșterea peștilor în diferite condiții, dar și în sistem industrial;
- Sericicultura, care se ocupă de creșterea viermilor de mătase;
- Silvicultura, care se ocupă cu studiul, creșterea, exploatarea și protejarea arborilor ce formează pădurile, controlul și protecția faunei și florei din păduri;
- Zootehnia, domeniu care se ocupă de creșterea animalelor domestice, mai exact a mamiferelor de uscat domesticite, în scopul obținerii de lapte, carne, lână și piei sau blănuri.

Altele
- Algocultură
- Arboricultură
- Bulbicultură
- Canicultură
- Ciprinicultură
- Columbicultură
- Conchiliocultură
- Cuniculicultură
- Floricultură
- Helicicultură
- Legumicultură
- Linicultură
- Maricultură
- Mitilicultură
- Oceanicultură
- Oleicultură
- Ostreicultură
- Pomicultură
- Salmonicultură
- Spongicultură
- Truficultură
- Vinicultură
- Viticultură
- Zoocultură

Există și o mulțime de ramuri strict specializate ale agriculturii care au ca scop esențial producerea hranei și îmbrăcămintei sau petrecerea timpului liber al oamenilor și a viețuitoarelor de pe lângă aceștia.
Agricultura este una dintre cele mai vechi ocupații ale omenirii, fiind intrinsec legată de viața sedentară, de când oamenii, din nomazi (axându-se pe vânătoare, pescuit și culegerea produselor vegetale), au devenit cultivatori de plante și crescători de animale. Continua sa îmbunătățire și rafinare a fost unul din factorii esențiali ai progresului generalizat. Astăzi există oameni de știință îngust specializați, inventatori, biologi moleculari, geneticieni, biochimiști, biofizicieni, ingineri mecanici, chimici, electrici și electroniști a căror unică preocupare este îmbunătățirea productivității și eficienței metodelor de cultivare a plantelor și de creștere a animalelor și a folosirii resurselor existente. Toți aceștia sunt "ocupați în agricultură".
Se consideră (conform unei estimări din anul 2002) că 42% din populația globului se ocupă cu agricultura, făcând-o cea mai răspândită ocupație umană. În același timp, produsele agricole contează doar ca 4.4% (estimare din 2005) din produsul brut mondial, care este calculat prin adiționarea tuturor produselor interne brute ale tuturor țărilor.

## Istoric

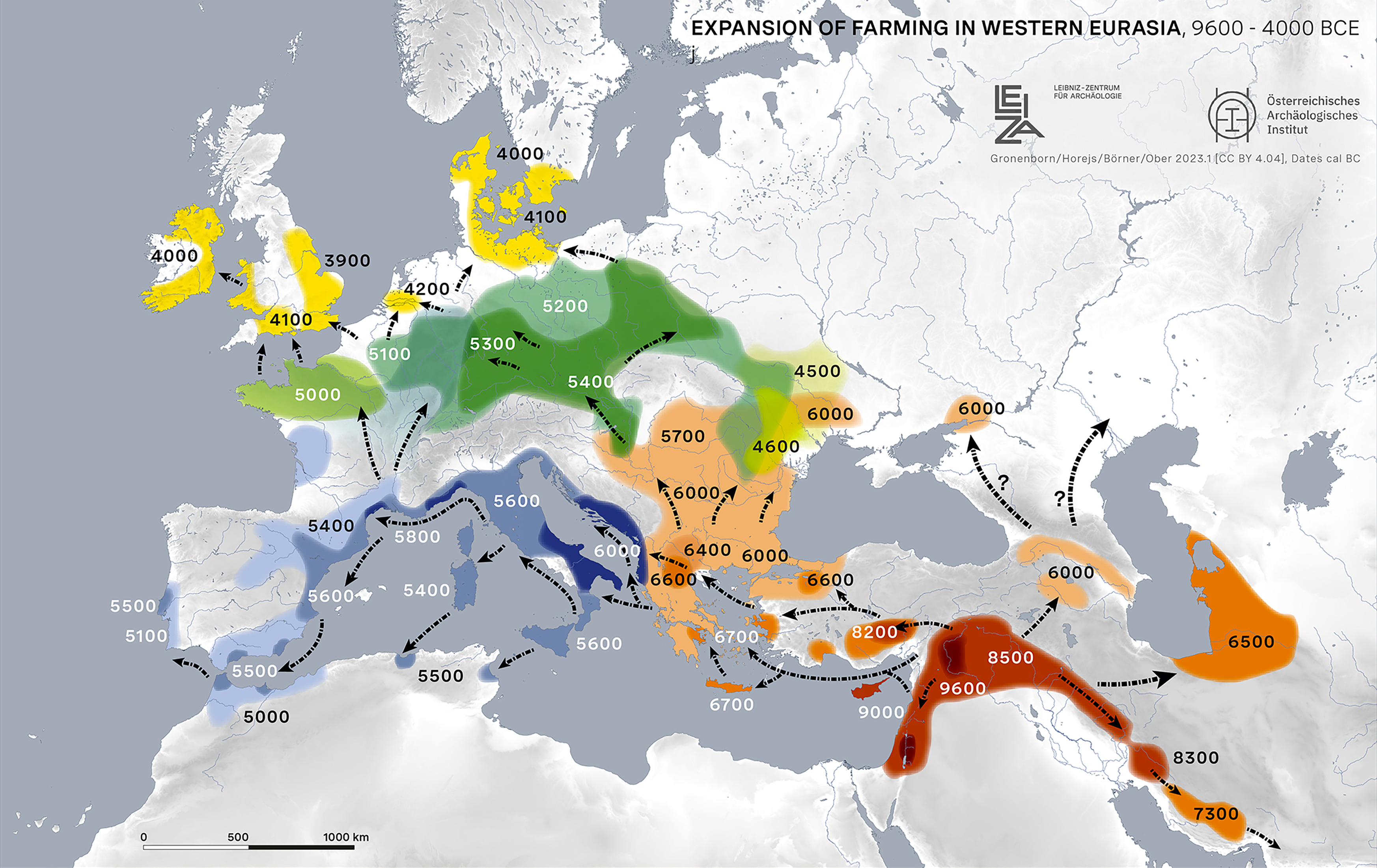
Expansiunea agriculturii în Europa între 9600-4000 î.e.n.

Agricultura a constituit ramura principală încă de la începuturile civilizației. Această ocupație asigură cea mai mare parte a alimentelor; materiale necesare pentru îmbrăcăminte și alte materii prime pentru industrii.
Domesticirea plantelor si animalelor a avut loc acum 14000-6500 de ani și este cea mai studiata idee din preistorie. Acesta a evidențiat faptului că hrana se obține nu doar prin strângerea plantelor sălbatice și vânarea animalelor ci și prin cultivarea plantelor din semințe și prin creșterea în captivitate a anumitor animale.
Jumătate din populația globului lucrează în agricultură. Există însă mari diferențe între rolul jucat de agricultură în diferite zone ale planetei. În țările aflate în curs de dezvoltare, ca de exemplu Nepalul, aproximativ 90% din populație lucrează pământul. Spre deosebire de acestea, doar aproximativ 2% din populația activă se ocupă cu agricultura, în țări industrializate precum Regatul Unit al Marii Britanii și Statele Unite ale Americii. Cu toate acestea, datorită înaltei eficiențe și tehnicilor științifice utilizate, Statele Unite reprezintă cel mai mare exportator de produse agricole.